# Glochidion muelleri
Glochidion muelleri är en emblikaväxtart som beskrevs av John Isaac Briquet. Glochidion muelleri ingår i släktet Glochidion och familjen emblikaväxter.
Artens utbredningsområde är Java. Inga underarter finns listade i Catalogue of Life.